# Disco Stu
Disco Stu er en tilbagevendende karakter i TV-programmet The Simpsons. Han er tilhænger af discomusikken og ejer Stu's Disco, et 70'er diskotek. Han er oftest set i et hvidt og lyserødt jakkesæt som kendt fra 70'ernes discomiljø. Hans første optræden var i afsnit 13 af den syvende sæson af The Simpsons. Han omtaler altid sig selv i 3. person.
Hans stemme er indtalt af Hank Azaria.